# Tommie Earl Jenkins
Tommie Earl Jenkins (* 13. listopadu 1965), známý také jako Tee Jaye, je americký herec, hudebník a divadelní umělec, nejvíce známý pro dabing Ubercorna v televizním seriálu Tryskouni, roli Die-Hardmana ve videohře Death Stranding a jejím pokračování a za původní ztvárnění role Barryho Belsona v muzikálu Jersey Boys.

## Život
Jenkins se narodil ve městě Canton v americkém státě Ohio. Svou první profesionální roli získal již ve čtrnácti letech v muzikálu Purlie. První formální taneční vzdělání získal v baletní škole Canton Ballet, kde pod vedením Cassandry Crowley studoval klasický balet. Školu absolvoval v roce 1985.
Po škole se profesionálně věnoval klasickému baletu v několika tanečních souborech, včetně Canton Ballet, Duluth Ballet v Minnesotě a Alvin Ailey American Dance Theater v New Yorku.
Jenkins strávil více než 20 let v Londýně, kde rozvíjel svou kariéru zejména na divadelní scéně. V roce 1994 debutoval na londýnském West Endu v divadle Lyric Theatre v muzikálu Five Guys Named Moe.
Na přelomu století začal vystupovat ve filmech a televizi. Později se také prosadil jako hlasový herec, například v animovaném seriálu Tryskouni, kde propůjčil hlas postavě Ubercornovi. Kromě toho se jeho hlas objevil v řadě dalších projektů, včetně videoher a audioknih.
V roce 2025 po něm jeho alma mater, Canton Ballet, pojmenovala každoroční stipendium pro chlapce na podporu jejich tanečního vzdělání.

## Osobní život
Jenkins je otevřeně gay a aktivně se zasazuje o větší zastoupení LGBTQ+ lidí v médiích a zábavním průmyslu. V roce 2020 uspořádal sbírku, z jejíchž výnosů významná část putovala na The Trevor Project, organizaci zaměřenou na prevenci sebevražd mezi LGBTQ+ mládeží.
V roce 2000 se Jenkins oženil s divadelním hercem Jyem Frascou.

## Filmografie

### Filmy
| Rok           | Titul                                    | Role              |
| ------------- | ---------------------------------------- | ----------------- |
| 2004          | Přitažlivost                             |                   |
| 2005          | Krajina přílivu                          |                   |
| 2012          | Gambit                                   | Manžel páru       |
| 2013          | The Callback Queen                       | Chuck Rydell      |
| 2014          | The Trip                                 | Jeremy            |
| 2015          | Tulips                                   |                   |
| 2018          | Papi Chulo                               | Tom               |
| 2019          | Jmenuju se Dolemite                      |                   |
| 2022          | Poslední cesta                           | Bob               |
| 2025          | Mission: Impossible - Poslední zúčtování | Plukovník Burdick |
| bude oznámeno | The Son                                  |                   |
| bude oznámeno | Greenland: Migration                     |                   |

### Televize
| Rok       | Titul                      | Role                  |
| --------- | -------------------------- | --------------------- |
| 1996      | Goodnight Sweetheart       | Niles                 |
| 2008      | Loose Women                | Sám sebe              |
| 2011      | Moby Dick                  | Námořník              |
| 2015      | Galavant                   | Pirát                 |
| 2015      | Autopsy: The Last Hours Of | O. J. Simpson         |
| 2015      | Americká odysea            | Osela voják #1        |
| 2015–2020 | Tryskouni                  | Ubercorn              |
| 2016      | Kořeny                     | Vypravěč              |
| 2017      | Odstřelovač                | Velitel námořnictva   |
| 2017      | Law & Order True Crime     | Reportér #2           |
| 2017      | Vražedná práva             | Donald                |
| 2017      | General Hospital           | Dean Paulson          |
| 2018      | Nevyšetřeno                | Wayne Higgins         |
| 2018      | For the People             | Agent FBI Steven Tate |
| 2019      | Politik                    | Učitel                |
| 2019      | Pandora                    | Ellison Pevney        |
| 2020      | Poslední slovo             | René                  |
| 2020      | Žáci Midasovi              | Alfonso, Diego Rocal  |
| 2021      | Dead Pixels                | Dr. Larry             |
| 2021      | Lupin                      | Babakar               |
| 2022      | Král Stonks                | Rick                  |
| 2022      | Wednesday                  | Starosta Walker       |
| 2022      | Rodinka z márnice          | Darius                |
| 2022-2024 | Star Trek: Fenomén         | Velitel Adreek-Hu     |
| 2023      | Smrt v ráji                | Kenton Sealy          |

### Divadlo
| Rok       | Titul                 | Role                                                           |
| --------- | --------------------- | -------------------------------------------------------------- |
| 1979      | Purlie the Musical    |                                                                |
| 1990–1998 | Kočky                 | Různé (Alonzo, Mc Dlouhý Dráp, Rozumbrad, Plato, Rambajz-tágo) |
| 1993–1996 | A Chorus Line         | Richie                                                         |
| 1994–1995 | Five Guys Named Moe   | Swing, Big Moe, Nomax, Four-eyed Moe                           |
| 1999–2000 | Oh What a Night!      | Brutus T. Firefly                                              |
| 2000–2002 | Fame                  | Tyrone Jackson                                                 |
| 2004      | Purlie                | Purlie Victorious                                              |
| 2004–2005 | Aladdin               | Genie                                                          |
| 2005      | Tick, Tick...Boom!    | Michael                                                        |
| 2006      | Whistle Down the Wind | Ed                                                             |
| 2006–2008 | Hříšný tanec          | Tito Suarez                                                    |
| 2008–2012 | Jersey Boys           | Barry Belson and další                                         |
| 2011      | Cinderella            | Dandini                                                        |

### Videohry
| Rok  | Titul                                     | Role                                                                   |
| ---- | ----------------------------------------- | ---------------------------------------------------------------------- |
| 2017 | Guild Wars 2: Path of Fire                | Blish, Člověk, Ušlechtilý člověk, Utumishi                             |
| 2018 | Pillars of Eternity II: Deadfire          | Ředitel Castol, Hlas hráče (muž, vážný)                                |
| 2018 | Earthfall                                 | Roy                                                                    |
| 2018 | World of Warcraft: Battle for Azeroth     |                                                                        |
| 2018 | Fallout 76                                | Scott Shepherd, Panoš Schultz, Zástupce telefonní loterie, další hlasy |
| 2019 | Death Stranding                           | Die-Hardman                                                            |
| 2020 | Fallout 76: Wastelanders                  | Aldridge, Sargento                                                     |
| 2021 | The Last Worker                           | Velitel S.P.E.A.R.                                                     |
| 2022 | Guild Wars 2: End of Dragons              | Další hlasy                                                            |
| 2022 | Diablo Immortal                           | Torr                                                                   |
| 2022 | Saints Row                                | Chodci v Santo Ileso                                                   |
| 2022 | Gotham Knights                            | Jacob Kane                                                             |
| 2022 | Bayonetta 3                               | Phantasmaraneae, Komentátor baseballu                                  |
| 2023 | Star Wars Jedi: Survivor                  | Gulu, další hlasy                                                      |
| 2023 | The Elder Scrolls Online: Necrom          | Azandar Al-Cybiades                                                    |
| 2023 | Guild Wars 2: Secrets of the Obscure      | Lyhr                                                                   |
| 2023 | Starfield                                 | Aaron Scott                                                            |
| 2024 | The Elder Scrolls Online: Gold Road       |                                                                        |
| 2024 | Guild Wars 2: Janthir Wilds               |                                                                        |
| 2025 | Avowed                                    |                                                                        |
| 2025 | The Elder Scrolls IV: Oblivion Remastered | Ork, muž                                                               |
| 2025 | Death Stranding 2: On the Beach           | Charlie / Die-Hardman                                                  |

### Audioknihy
| Rok  | Titul                              | Role     |
| ---- | ---------------------------------- | -------- |
| 2013 | Twelve Years a Slave               | Vypravěč |
| 2014 | The Autobiography of Malcolm X     | Vypravěč |
| 2014 | The Racketeer                      | Vypravěč |
| 2014 | Brother Ray–Ray Charles' Own Story | Vypravěč |

### Hudební videa
| Rok  | Titul                    | Umělec        | Role                     |
| ---- | ------------------------ | ------------- | ------------------------ |
| 1988 | "D.E.F. = Doug E. Fresh" | Doug E. Fresh | Inscenace a choreografie |
| 1988 | "Cut That Zero"          | Doug E. Fresh | Inscenace a choreografie |

### Hudba
| Rok  | Titul                   | Vydavatelství   |
| ---- | ----------------------- | --------------- |
| 1992 | "Never Too Late"        | Polydor Records |
| 1992 | "Baby, Come Back"       | Polydor Records |
| 1994 | "Who's That Girl?"      | BMG             |
| 1994 | "Don't Call It Destiny" | RCA/BMG         |
| 1995 | "Let Me Be Your Love"   | One Way Records |
| 1997 | "Oh Oh My Girl"         | One Way Records |

## Ocenění a nominace
| Rok  | Ocenění                                           | Kategorie                                         | Dílo            | Výsledky  | Ref.   |
| ---- | ------------------------------------------------- | ------------------------------------------------- | --------------- | --------- | ------ |
| 2016 | 69. ročník udílení Filmových cen Britské akademie | Nejlepší animace pro předškoláky                  | Tryskouni       | nominace  | [ 12 ] |
| 2016 | 68. ročník udílení cen Emmy                       | Vynikající krátká dokumentární nebo reality série | Kořeny          | nominace  | [ 13 ] |
| 2019 | Shacknews                                         | Nejlepší hlasový herec                            | Death Stranding | vítězství | [ 14 ] |